# Dominique Allen
Dominique Allen, née le 10 septembre 1989 à Dudley, en Angleterre, est une joueuse britannique de basket-ball. Elle évolue au poste d'ailière.

## Biographie
En 2013-2014, elle joue en Ligue 2, en France, pour le COB Calais (6,7 points et 5,6 rebonds de moyenne) qui obtient son accession dans l'élite, mais elle rejoint la saison suivante le promu en championnat tchèque SBS Ostrava.